# Working Class Hero: A Tribute to John Lennon
Working Class Hero: A Tribute to John Lennon è un album tributo alla musica di John Lennon pubblicato nel 1995. 
Il titolo del disco prende il nome dall'omonima canzone di Lennon. L'album venne prodotto da Lindy Goetz attraverso la Hollywood Records in supporto all'associazione benefica Humane Society of the United States. Si tratta di una carrellata di noti e meno noti brani del Lennon solista interpretati da nomi di spicco dell'alternative rock degli anni novanta.

## Tracce
1. I Found Out - Red Hot Chili Peppers
2. I Don't Wanna Be a Soldier - Mad Season
3. Steel and Glass - Candlebox
4. Imagine - Blues Traveler
5. Working Class Hero - Screaming Trees
6. Power to the People - The Minus 5
7. How Do You Sleep? - The Magnificent Bastards
8. Nobody Told Me - The Flaming Lips
9. Well Well Well - Super 8
10. Cold Turkey - Cheap Trick
11. Jealous Guy - Collective Soul
12. Isolation - Sponge
13. Instant Karma! - Toad The Wet Sprocket
14. Grow Old with Me - Mary Chapin Carpenter
15. Mind Games - George Clinton